# Fana Broadcasting Corporate
Fana Broadcasting Corporate S.C. (FBC) — державна медіакомпанія, що працює в Ефіопії. Заснована у 1994 році, вона зосереджується переважно на політичних, соціальних та економічних репортажах про Ефіопію. Компанія володіє радіо- та телевізійними станціями в Ефіопії.

## Політичні погляди
Станом на 2020 рік FBC загалом підтримував федеральний уряд Ефіопії та керівну Партію процвітання.